# 浅井真男
浅井 真男（浅井眞男、あさい まさお、1905年1月6日 - 1987年3月9日）は、日本のドイツ文学者、翻訳家。東京府生まれ。早稲田大学名誉教授。

## 人物
早稲田大学独文科卒、同助教授、教授を務めた。
リルケ、ニーチェ、キェルケゴールなど、19世紀から20世紀前半のドイツ文学やドイツ哲学、哲学書を多く翻訳した。

## 著書
- 『ドゥイーノ悲歌』（筑摩書房） 1954、筑摩叢書 1978 - リルケ後期作品の注解
- 『リルケの詩』（社会思想社、現代教養文庫）1970

### 翻訳
- 『ニーチェ 一神話の試み』（エルンスト・ベルトラム、木村書店） 1935 / 筑摩書房、1942
  - 『ニーチェ』上・下（筑摩叢書） 1970 - 1971、復刊 1985。改訳版
- 『フッテン最後の日々』（マイエル、岩波文庫） 1941
- 『ルーベンスの回想』（ブルクハルト、二見書房） 1943、角川書店 1950
- 『生命の城』（コルベンハイエル、中央公論社、現代世界文学叢書10） 1942
- 『賢人ナータン』（レッシング、日本評論社） 1948
  - 『賢人ナータン』（筑摩書房、世界文学大系14に所収） 1961
- 『処世哲学』（シヨウペンハウエル、春秋社） 1948
- 『水晶』（シュティフテル、八雲書店） 1949
- 『ヴィルヘルム・マイステルの修業時代』（ゲーテ、日本評論社） 1950
- 『ニーチェ詩集』（三笠書房） 1950、彌生書房 世界の詩 1967
- 『悲劇の誕生』（ニーチェ、野中正夫共訳、筑摩書房） 1950
- 『ディオティーマの恋文』（ヘルダリーン、筑摩書房） 1950、のち『ヘルダリーン全集4』河出書房新社
- 『人間的な、あまりにも人間的なもの 自由な精神のための書』上・下（ニーチェ、角川文庫）1952
- 『原始林のドクトル』（シュワィツァー原作、筑摩書房） 1953
- 『罪なき人々』（ヘルマン・ブロッホ、新潮社） 1954 / 河出書房新社 モダンクラシックス 1970
- 『トーニオ・クレーガー / ヴェネツィアに死す』（トーマス・マン、白水社） 1955
  - 『トーマス・マン』（筑摩書房、世界文学全集51） 1968 - 前者のみ所収
  - 『ベニスに死す』（角川文庫） 1967
  - 『ベニスに死す＋トニオ・グレーガ』（佐藤晃一訳を増補、角川文庫） 1971
- 『水と原始林のあいだに』（白水社、シュヴァイツァー著作集1） 1956、新装版 1996ほか
- 『アフリカ物語』（白水社、シュヴァイツァー著作集5） 1957
- 『バッハ』（内垣啓一、杉山好共訳、白水社、シュヴァイツアー著作集12 - 14） 1957 - 1959
  - 『バッハ』新装版 全3巻（白水社） 1983・1995・2009
- 『ツァラトウストラはかく語った』（ニーチェ、筑摩書房、世界文学大系42） 1960／筑摩世界文学大系44　同　1972
- 『モーツァルト その人間と作品』（アルフレート・アインシュタイン、白水社） 1961、新装版 1979 - 1997
- 『あれか、これか』（白水社、キルケゴール著作集 第1 - 4巻） 1963 - 1965、新装版 1995
第3・4巻は、志波一富、新井靖一、棗田光行との共訳
  - 『あれか、これか』（キルケゴール、志波一富共訳、河出書房新社、世界の大思想） 1969。オンデマンド版 2005
  - 『誘惑者の日記』（白水社） 1975、新装復刊 1998
    - 『ドン・ジョヴァンニ / 誘惑者の肖像』（白水Uブックス） 2006 - 抜粋訳
- 『シューベルト 音楽的肖像』（アルフレート・アインシュタイン、白水社） 1963、新装版 1978・2009
- 『ヴィテルボの娘たち』（ギュンター・アイヒ、河出書房新社、世界文学全集） 1965
- 『シュヴァイツァーのことば』（編訳、白水社） 1965
- 『エムペドクレス』（河出書房新社、ヘルダーリン全集3） 1966、新装版 2007
  - 『全集2 詩集・Ⅱ(1800-1843)』（手塚富雄共訳、ヘルダーリン） 1967、新装版 2007
- 『音楽における偉大さ』（アインシュタイン、白水社） 1966、新装版 1978・2010
- 『音楽と音楽家』（アインシュタイン、共訳、白水社） 1968
- 『音楽と文化』（アインシュタイン、共訳、白水社） 1969
- 『地ゆらぐとき』（ハインツ・リッセ、河出書房新社、モダンクラシックス） 1971
- 『ニーチェの言葉』（彌生書房、人生の知恵） 1972、新装版 1997
- 『レンブラント』（白水社、ジンメル著作集8） 1977.3、新装復刊 1994
- 『芸術学入門』（ヴィルヘルム・ピンダー、白水社、白水叢書） 1978.8
- 『悲劇の誕生 ほか4編』（白水社、ニーチェ全集 第1巻 第1期） 1979.11
  - 『悲劇の誕生』（白水Uブックス） 2025 - 新編「ニーチェ・コレクション」
- 『人間的な、あまりに人間的な』（白水社、ニーチェ全集 第1期 第6・7巻） 1980
- 『ヴァーグナーの場合』（白水社、ニーチェ全集 第2期 第3巻） 1983.3
- 『ニーチェの生涯』上・下 エリーザベト・ニーチェ、監訳、河出書房新社） 1983.4